# Indisk sommargylling
Indisk sommargylling (Oriolus kundoo) är en asiatisk fågel i familjen gyllingar inom ordningen tättingar. Den behandlades tidigare som underart till sommargylling (Oriolus oriolus), men urskiljs numera som egen art.

## Utseende
Indisk sommargylling är mycket lik sommargyllingen, men har mer gult i stjärten och något blekare röd iris och näbb. Hanen har även ett svart ögonstreck bakom ögat, en stor karpalfläck samt breda gula spetsar på armpennor och tertialer. Honan är mer skarpt streckad undertill än sommargyllinghonan. 

## Utbredning
Indisk sommargylling förekommer från västra Sibirien till Indiska halvön. Den tros också häcka i nordostligaste Iran, även om detta inte är bekräftat. Fynd av sommargylling i Förenade Arabemiraten kan röra sig om denna art snarare än den västligare Oriolus oriolus.

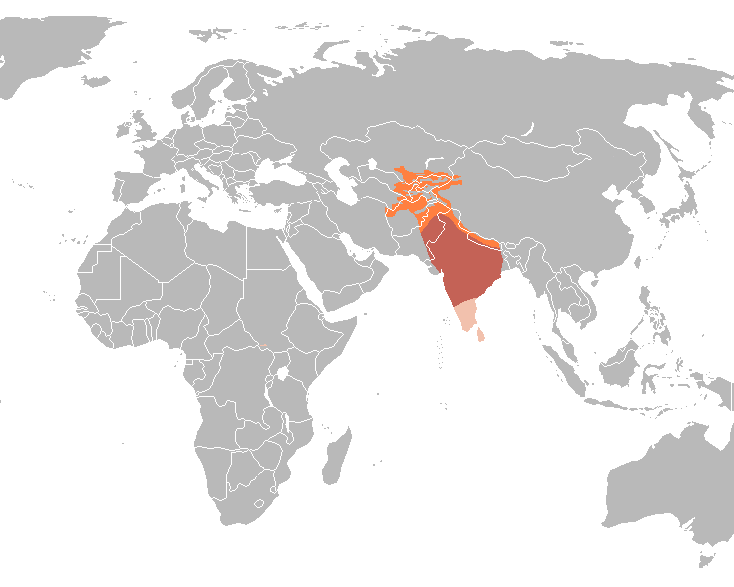
Artens utbredningsområde.

## Systematik
Tidigare betraktades den som en underart till sommargylling (O. oriolus), men förelogs 2005 utgöra en egen art på basis av morfologi, läten och det faktum att de två taxonen inte hybridiserar. DNA-studier från 2010 bekräftade sedan att den och sommargyllingen utgör två olika arter, och behandlas numera så av de flesta taxonomiska auktoriteter. Arten behandlas som monotypisk, det vill säga att den inte delas in i några underarter.

## Levnadssätt
Fågeln återfinns en rad olika miljöer som lövskog, öppet skogslandskap, skogsbryn, mangroveskog, parker, trädgårdar och plantage. Den har en målinriktad men böljande flykt och har konstaterats flyga hela 40 km/h. Ibland kan de se bada genom att upprepade gånger flyga ner i en vattensamling. 

### Häckning
Indisk sommargylling är delvis en flyttfågel, där den indiska populationen är stannfåglar medan de övriga flyttar. Häckningssäsongen är från april till augusti. Arten placerar sitt bo i en klyka nära slutet på en gren, gärna intill en häckande svart drongo. Två till tre röd-, brun- och svartfläckiga ägg läggs. Båda föräldrarna tar hand om ungarna och försvarar boet mot potentiella predatorer som shikra och kråor.

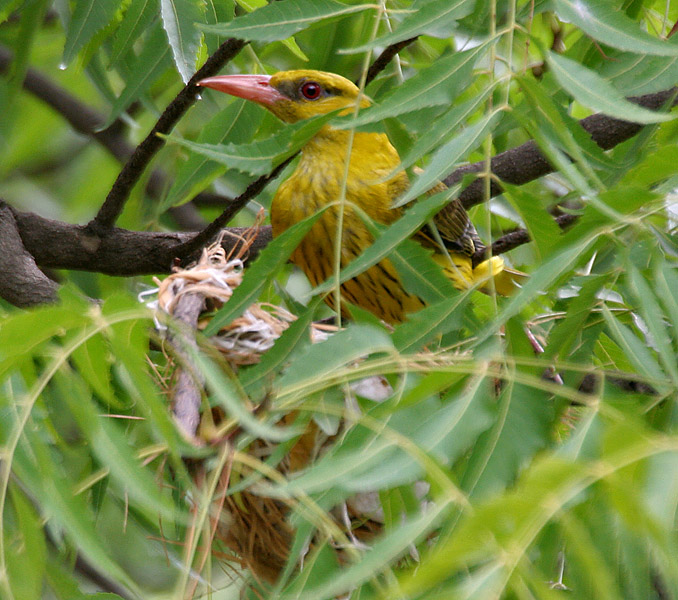
Hona på bo.

### Föda
Indisk sommargylling lever av frukt, nektar och insekter, men har även setts äta flygdraken Draco dussumieri.

## Status
Artens population har inte uppskattats och dess populationstrend är oklar, men utbredningsområdet är relativt stort. Internationella naturvårdsunionen IUCN anser inte att den är hotad och placerar den därför i kategorin livskraftig.